# Orthotrichum furcatum
Orthotrichum furcatum là một loài rêu trong họ Orthotrichaceae. Loài này được Otnyukova mô tả khoa học đầu tiên năm 2001.